# Liste d'aliments toxiques pour les chats
Cette page présente une liste d'aliments toxiques pour les chats.
Pour les substances toxiques pour les chats, voir la liste correspondante.

## Aliments par ordre alphabétique

### A
- abricot
- ail[1]
- alcool[2]
- avocat[2]

### C
- caféine[1]
- carambole[3]
- champignons (selon les espèces)[4]
- chocolat (en raison de la présence de théobromine)[2]

### K
- kaki

### N
- noix de macadamia[5]

### O
- oignon[2]

### P
- pomme de terre crue ou verte[6]

### R
- raisin[1]
- rhubarbe[7]

### T
- thé[1],[2]
- tomate[8]